# إسحاق ميلر هاميلتون
إسحاق ميلر هاميلتون (بالإنجليزية: Isaac Miller Hamilton)‏ هو شخصية أعمال أمريكي، ولد في 6 سبتمبر 1864 في Ash Grove Township, Iroquois County, Illinois ‏ في الولايات المتحدة، وتوفي في 8 أغسطس 1952 في شيكاغو في الولايات المتحدة.